# Carretera de Nebraska 2
La Carretera de Nebraska 2 (en inglés: Nebraska Highway 2) y abreviada NE 2, con una longitud de 422,24 millas (679,5 km), es una carretera estatal de sentido oeste-este ubicada en el estado estadounidense de Nebraska. La Carretera de Nebraska 2 es una carretera con dos segmentos discontinuos. El segmento occidental se inicia en la frontera de Dakota del Sur al noroeste en Crawford y termina al sureste de Grand Island en una intersección con la Interestatal 80. El segmento oriental comienza en Lincoln y termina en el Iowa en la frontera Nebraska City. Anteriormente, los dos segmentos se conecta a través de una ruta compartida con U.S. Route 34 entre Grand Island y Lincoln.

## Cruces
Los principales cruces de la Carretera de Nebraska 2 son las siguientes:

### Segmento occidental
Con una longitud de 370,83 millas (596,8 km).
| Condado   | Ubicación                 | Millas                    | Cruces                                          | Notas                                                                                          |
| --------- | ------------------------- | ------------------------- | ----------------------------------------------- | ---------------------------------------------------------------------------------------------- |
|           |                           | 0.00                      | SD 71 Norte                                     | Frontera de Dakota del Sur, límite occidental del sector occidental, extremo oeste de la NE 71 |
| Dawes     | Crawford                  | 28.55                     | US 20 Este                                      | Extremo oeste de US 20                                                                         |
| Dawes     | Crawford                  | 29.41                     | US 20 Oeste (McPherson Street)                  | Extremo este de US 20                                                                          |
| Box Butte |                           | 55.25                     | NE 71 Sur (Dodge Road)                          | Extremo este de NE 71                                                                          |
| Box Butte | Hemingford                | 67.39                     | L 7E Este                                       |                                                                                                |
| Box Butte | Berea                     | 77.55                     | US 385 Norte                                    | Extremo oeste de US 385                                                                        |
| Box Butte | Alliance                  | 85.47                     | US 385 Sur (County Road 61)                     | Extremo este de US 385                                                                         |
| Box Butte | Alliance                  | 87.51                     | NE 87 Norte (Flack Avenue)                      |                                                                                                |
| Sheridan  | Lakeside                  | 110.48                    | NE 250 Norte                                    |                                                                                                |
| Sheridan  | Ellsworth                 | 118.18                    | NE 27 Norte (Sheridan Road)                     |                                                                                                |
| Grant     | Hyannis                   | 145.66                    | NE 61 Norte                                     | Extremo oeste de NE 61                                                                         |
| Grant     | Hyannis                   | 147.37                    | NE 61 Sur                                       | Extremo este de NE 61                                                                          |
| Hooker    | Mullen                    | 184.86                    | NE 97                                           |                                                                                                |
| Thomas    | Seneca                    | 196.07                    | S 86A Norte (Athens Street)                     |                                                                                                |
| Thomas    | Thedford                  | 211.20                    | US 83 Sur                                       | Extremo oeste de US 83                                                                         |
| Thomas    | Thedford                  | 212.36                    | US 83 Norte                                     | Extremo este de US 83                                                                          |
| Thomas    | Halsey                    | 226.13                    | S 86B Sur                                       |                                                                                                |
| Blaine    | Dunning                   | 237.66                    | NE 91 Este                                      |                                                                                                |
| Blaine    | Dunning                   | 238.02                    | S 5A Oeste (Jewett Avenue)                      |                                                                                                |
| Custer    | Anselmo                   | 258.45                    | S 21A Este (East Smith Avenue)                  |                                                                                                |
| Custer    | Merna                     | 269.47                    | NE 92 Oeste                                     | Extremo oeste de NE 92                                                                         |
| Custer    | Broken Bow                | 278.74                    | NE 21 Sur (South 8th Avenue)                    |                                                                                                |
| Custer    | Broken Bow                | 279.92                    | NE 70 Este                                      |                                                                                                |
| Custer    | Ansley                    | 295.38                    | US 183 Norte NE 92 Este                         | Extremo este de NE 92 Extremo oeste de US 183                                                  |
| Custer    | Ansley                    | 295.87                    | US 183 Sur                                      | Extremo este de US 183                                                                         |
| Sherman   | Hazard                    | 316.76                    | NE 10 (County Road 144)                         |                                                                                                |
| Buffalo   | Ravenna                   | 327.45                    | NE 68 Este (Grand Avenue)                       |                                                                                                |
| Hall      | Cairo                     | 343.66                    | NE 11                                           |                                                                                                |
| Hall      | Grand Island              | 356.09                    | US 281 Norte                                    | Intercambio, extremo oeste de la US 281                                                        |
| Hall      | Grand Island              | 358.84                    | US 30                                           | Intercambio                                                                                    |
| Hall      | Grand Island              | 360.67                    | US 34 Oeste US 281 Sur (Tom Osborne Expressway) | Extremo este de US 281 extremo oeste de US 34                                                  |
| Merrick   | No los principales cruces | No los principales cruces | No los principales cruces                       | No los principales cruces                                                                      |
| Hamilton  |                           | 367.31                    | US 34 Este                                      | Extremo este de US 34                                                                          |
| Hamilton  |                           | 370.75                    | I 80                                            | I-80 salida 318                                                                                |
| Hamilton  |                           | 370.88                    | Fin de mantenimiento del estado                 | Este terminal de un segmento occidental                                                        |

### Segmento del este
Con una longitud de 51,41 millas (82,7 km).
| Condado   | Ubicación     | Millas | Cruces                        | Notas                                                                                  |
| --------- | ------------- | ------ | ----------------------------- | -------------------------------------------------------------------------------------- |
| Lancaster | Lincoln       | 452.65 | US 77 (Homestead Expressway)  | Intercambio, terminal occidental del segmento oriental                                 |
| Lancaster | Lincoln       | 454.83 | L 55W Sur (South 14th Street) |                                                                                        |
| Lancaster |               | 466.33 | NE 43 Sur                     | Intercambio, extremo oeste de la NE 43                                                 |
| Otoe      | Palmyra       | 471.59 | NE 43 Norte (County Road 6)   | Extremo este de NE 43                                                                  |
| Otoe      | Palmyra       | 472.62 | S 66A Sur (A Street)          |                                                                                        |
| Otoe      | Syracuse      | 484.64 | NE 50 (North 30th Road)       | Intercambio                                                                            |
| Otoe      | Dunbar        | 492.56 | NE 67 (North 46th Road)       |                                                                                        |
| Otoe      | Nebraska City | 499.94 | US 75 Norte                   | Intercambio, extremo oeste de la US 75                                                 |
| Otoe      | Nebraska City | 502.02 | US 75 Sur (South 64th Road)   | Extremo este de US 75                                                                  |
| Otoe      | Nebraska City | 504.06 | IA 2 Este                     | Terminal del este, en la frontera con Iowa en Nebraska City Bridge sobre el río Misuri |